# 吉当普

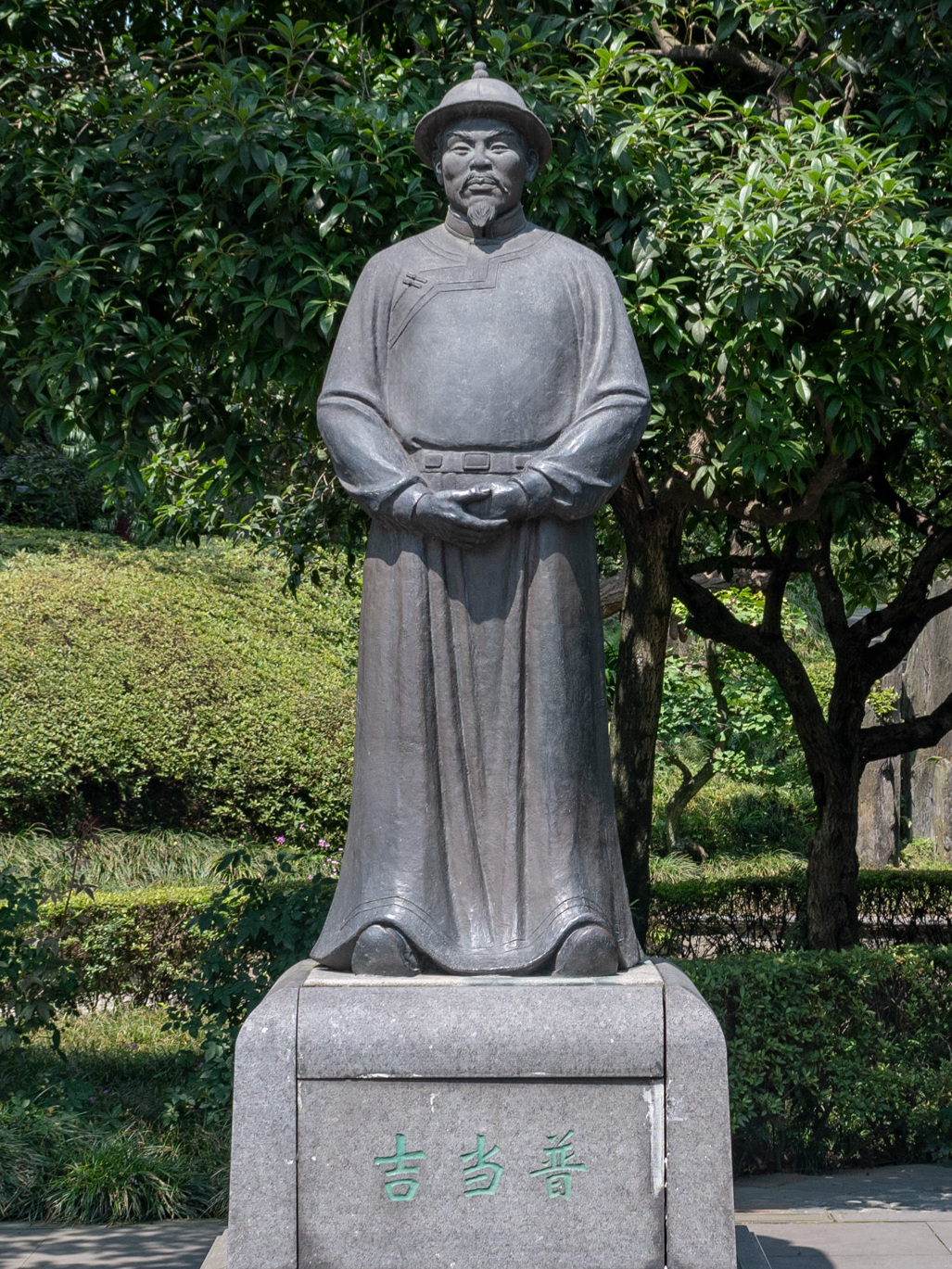
都江堰堰功道的吉当普雕像

吉当普（一作吉达布），蒙古人，中国元朝官员。元顺帝元统二年（1334年）出任四川肃政谦访使，在任时主持重修都江堰。他第一个将堰体由竹笼结构改为铁石结构，对后世治堰产生了巨大的影响。

## 参看
- 都江堰